# Bruinkapjuweelbabbelaar
De bruinkapjuweelbabbelaar (Ptilorrhoa geislerorum) is een zangvogel uit de familie Cinclosomatidae. Deze vogel is genoemd naar zijn ontdekker, de Duitse ornitholoog Bruno Geisler (1857-1945).

## Status
De grootte van de populatie is niet gekwantificeerd maar de soort wordt omschreven als algemeen. Op de Rode lijst van de IUCN heeft deze soort de status niet bedreigd.

## Verspreiding en leefgebied
Deze soort is endemisch in oostelijk Nieuw-Guinea.